# Ван Путерен, Михаил Дмитриевич
Михаи́л Дми́триевич ван Путере́н (известен также, как: Ван Путерен, Ван-Путерен, фон Путерен, Путерен ван) (нем. van Puteren (Poeteren) Michail Dmitrievič) (1853, село Богородское Горбатовского уезда, Нижегородской губернии, Российская империя — 6 января 1908, Санкт-Петербург, Российская империя) — потомственный дворянин, действительный статский советник; доктор медицины, главный врач Санкт-Петербургского Воспитательного дома; приват-доцент кафедры детских болезней Императорский военно-медицинской академии; вице-председатель (1892—1893 гг.) Общества детских врачей Санкт-Петербурга; один из основоположников Санкт-Петербургской и Российской школы врачей-педиатров. Происходит из Евангелическо-лютеранской семьи.

## Биография
Родился в родовом имении графа Н. В. Шереметева в голландской семье потомственного дворянина, действительного статского советника, нижегородского врача Дмитрия Ивановича ван Путерена (1828—1877) и его жены Екатерины Петровны ур. Нарышкиной (род 1824 г.). — дочери нижегородского помещика Петра Александровича Нарышкина; после смерти мужа — начальницы Полоцкого женского духовного училища.
Среднее образование М. Д. ван Путерен получил в Нижегородском Александровском дворянском институте, окончив который, в 1870 году приехал в Санкт-Петербург, где поступил в Императорскую Медико-хирургическую академию. Был выпущен в звании лекаря в 1875 году, после чего стажировался в Венском и Гейдельбергском университетах. По возвращении в 1876 году на родину Михаил Дмитриевич намеревался продолжить образование в Медико-хирургической академии с целью подготовки диссертации для получения ученой степени доктора медицины, но был вынужден вернуться в Нижний Новгород, где после скоропостижной смерти отца, мать осталась одна с тремя дочерьми.
С 1877 года в Нижегородском Мариинском институте благородных девиц М. Д. ван Путерен заменил своего отца. В должности врача института он проработал почти 10 лет. 1887 год оказался переломным в судьбе Михаила Дмитриевича. После устройства судеб сестер и развода с первой женой, он уехал в столицу, где, наконец, занялся прерванным научным исследованием. Он продолжил направление, начатое ещё в 70-е годы И. П. Коровиным. Диссертация «Материалы для физиологии желудочного пищеварения у грудных детей в первые два месяца жизни» была с блеском защищена М. Д. ван Путереном в 1889 году.
Получив долгожданную степень доктора медицины, И. Д. ван Путерен был принят младшим врачом в Санкт-Петербургский Воспитательный дом. В 1890 году он занял ещё и должность приват-доцента кафедры Детских болезней Медико-хирургической академии, но основным местом его работы до последнего дня жизни, то есть более чем на 18 лет, так и останется Воспитательный дом.
В 1895 году Иван Дмитриевич, к этому времени уже возглавлявший грудное отделение Воспитательного дома, женился повторно. Его избранницей оказалась популярная в Петербурге оперная певица Мария Александровна Михайлова. В современной исторической литературе обычно указывается, что ван Путерен, это фамилия её матери. Вероятно, заблуждение основано на том, что после замужества Мария Александровна продолжала выступать под своей девичьей фамилией.
В 1896 года Михаил Дмитриквич в должности главного врача возглавил Воспитательный дом. В 1900 году М. Д. ван Путерен вошёл в состав Собственной Его Императорского Величества канцелярии по учреждениям императрицы Марии, где тесно сотрудничал с другим известным педиатром — Н. И. Луниным. Почти одновременно с этим при Императорском Человеколюбивом обществе Михаил Дмитриевич возглавил Приют для грудных и малолетних детей имени Д. Н. Замятина, а также стал принимать активное участие в деятельности Амбулаторного отдела Общества попечения о бедных и больных детях «Синий крест». Кроме всего прочего, с момента возвращения в столицу М. Д. ван Путерен оказался одним из наиболее продуктивных членов Общества детских врачей Санкт-Петербурга, входил в состав правления, а в 1892—1893 гг. занимал должность его вице-председателя.
Столь многочисленные нагрузки подорвали здоровье самого Михаила Дмитриевича. 6 января 1908 года на 55-м году жизни он скоропостижно скончался прямо на работе. Место упокоения М. Д. ван Путерена установить не удалось.

## Семья
Жена: Анна Алексеевна ур. Турчанинова — дочь нижегородского помещика, действительного статского советника Алексея Александровнча Турчанинова.
Жена: Мария Александровна, ур. Михайлова (1864—1943, Пермь) — оперная певица, выступавшая после замужества под сценической фамилией «Михайлова».
- Дочь: Ольга Михайловна (1899 — ?).

## Некоторые научные труды
- Путерен М. Д. ван. Материалы для физиологии желудочного пищеварения у грудных детей в первые два месяца жизни. / Дис. на степ. д-ра мед. Михаила ван Путерен. — СПб.: тип. В.Ф. Киршбаума, 1889. — 43 с. — ((Серия диссертаций, защищавшихся в Военно-медицинской академии в 1888/9 учебном году ; № 26)).
- Ван-Путерен М. Д. Энциклопедия семейного воспитания и обучения: Вып. 1-59. Вып. 14 : Нормальная детская для детей до 3-х лет /[Соч.] Д-ра М.Д. Ван-Путерена. — СПб., 1899. — 18 с.
- Путерен М. Д. ван. Значение и способы искусственного вскармливания детей. Публичная лекция М.Д. ван-Путерена, прив.-доц. Воен.-мед. акад., чит. в пользу пострадавших от неурожая, 8-го марта 1892 г.. — СПб.: тип. Дома призрения малолетних бедных, 1892. — 22 с.
- Путерен М. Д. ван. Материалы для физиологии и патологии грудных детей /[Соч.] Д-ра мед. М. ван-Путерена. — СПб.: тип. В.Ф. Киршбаума, 1889. — 63 с.
- Путерен М. Д. ван. Успехи искусственного вскармливания у разных народов. Чит. в публ. заседании Р. о-ва охранения нар. здравия в пользу О-ва пособия нуждающимся студентам Воен.-мед. акад. 17 марта 1894 г /М. ван-Путерен. — СПб.: тип. П.П. Сойкина, 1894. — 16 с.
- Путерен М. Д. ван. О призрении сифилитиков С.-Петербургским воспитательным домом /Д-р М.Д. Ван-Путерен. — СПб.: тип. М.И. Акинфиева, 1809. — 54 с.
- Путерен М. Д. ван. Исторический обзор призрения внебрачных детей и подкидышей и настоящее положение этого дела в России и в других странах /М.Д. ван-Путерен, д-р мед. глав. врач С.-Петерб. воспитат. дома. — СПб.: тип. В.Ф. Киршбаума, 1910. — 87 с.
- Путерен М. Д. ван. Краткий очерк развития детских лечебных колоний /Сост. д-р М.Д. Ван-Путерен, пред. Постоян. комис., заведующей детскими лечеб. колониями Русского о-ва сохранения нар. здравия. — СПб.: тип. П.П. Сойкина, 1896. — 26 с.
- Путерен М. Д. ван. Отчет о результатах заграничной командировки для изучения способов искусственного кормления и ухода за грудными детьми /[Соч.] Прив.-доц. дет. болезней Воен.-мед. акад. и мл. врача при груд. отд-ниях С.-Петерб. воспит. дома М. ван-Путерен. — СПб.: тип. Уч-ща глухонемых, 1890. — 123 с.
- Путерен М. Д. ван. Призрение бесприютных детей и подкидышей уездными земствами /[Соч.] М.Д. Ван-Путерена. — СПб.: тип. МВД, 1895. — 44 с.
- Путерен М. Д. ван. О способах призрения незаконнорожденных и бесприютных детей в России и заграницей. Публ. лекция М.Д. ван-Путерена, прив.-доц. Воен.-мед. акад., чит. в пользу О-ва вспомоществования бедным больным, выходящим из клиник Воен.-мед. акад., 9 марта 1893 г.. — СПб.: тип. Дома призрения малолет. бедных, 1893. — 20 с.
- Путерен М. Д. ван. Материалы по вопросу о призрении бесприютных детей и подкидышей в России /[Соч.] М.Д. Ван-Путерена. — СПб.: тип. МВД, 1893.
- Путерен М. Д. ван. О приготовлении плотных питательных сред из молока для выращивания микроорганизмов /Из лаб. Воспитат. дома; [Соч.] М.Д. ван-Путерена. — СПб.: тип. Я. Трея, 1888. — 11 с.
- Путерен М. Д. ван. Способы искусственного вскармливания и ухода за грудными детьми за границей /[Соч.] М.Д. ван-Путерена, прив.-доц. дет. болезней Воен.-мед. акад.. — СПб.: тип. Лештуков. паровая скоропеч. П.О. Яблонского, 1891. — 67 с.
- Путерен М. Д. ван. Нормальная детская для детей до 3-х лет /[Соч.] Д-ра М.Д. Ван-Путерена; "Родительский кружок" при Пед. музее в.-уч. зав. в Спб.. — СПб.: Спб. АО печ. дела Е. Евдокимов, 1899. — 18 с.

#### Доклады на заседаниях Общества детских врачей
| О влиянии рахитического процесса на развитие организма | 11.11.1887 | О микроорганизмах желудка                | 24.09.1889 |
| Об обтирании рта при молочнице                         | 27.09.1889 | О кормлении новорожденных через зонд     | 24.02.1889 |
| О желудочном пищеварении грудных детей                 | 02.11.1889 | Краткий отчет о заграничной командировке | 11.12.1890 |
| Врожденное сужение кишок                               | 10.10.1893 |                                          |            |

## Вклад в педиатрическую науку и практику
М. Д. ван Путерена можно без преувеличения назвать одним из первых отечественных неонатологов. Об этом красноречиво свидетельствуют его научные труды. Ещё в конце XIX века он на хорошей научной основе занимался вопросами выхаживания новорожденных и грудных детей — прежде всего, тех, кто остался без попечения матерей, — создавал смеси для искусственного вскармливания, которые с успехом применял в своей практике. Впервые в отечественной педиатрии Михаил Дмитриевич поделился собственным опытом кормления новорожденных через зонд. Сейчас трудно даже представить, из чего мог быть сделан такой зонд в эпоху, когда ещё отсутствовали синтетические материалы.
Невозможно переоценить роль М. Д. ван Путерена в разработке вопросов организации помощи детям, оставшимся без присмотра родителей. Очень скоро, в годы Первой мировой и Гражданской войн они оказались востребованными.

## Награды
- орден Святого Станислава 2-й ст.
- орден Святой Анны 2-й ст.

## Интересные факты
По информации А. Л. Патраковой, первый брак М. Д. ван Путерена был расторгнут в Нижнем Новгороде 24 июля 1887 года по прошению его жены Анны Алексеевны ур. Турчаниновой, которая обвинила мужа ни много ни мало, в супружеской неверности. Её обращение в суд заканчивалось следующим образом: «…с дозволением истице вступить в новое супружество и с осуждением ответчика на всегдашнее безбрачие и преданием его семилетней епитимьи».
Вряд ли суд счёл нужным удовлетворять это требование истицы (возможно, это просто выходило за рамки его компетенции). Так или иначе, но 3 февраля 1895 г. Михаил Дмитриевич Ван Путерен вступил в новый брак с солисткой Мариинского театра, певицей Марией Александровной Михайловой.
Трудности при заключении второго брака все же имели место, поскольку он был с церковной точки зрения незаконным. Избранница М. Д. ван Путерена Мария Александровна вынуждена была письменно обратиться за помощью к императрице Марии Федоровне, с просьбой отозваться «…на мольбу женщины поддержать созданный ею себе тихий семейный очаг». Это письмо она отважилась подписать: «Мария Александровна Ван Путерен, по сцене Михайлова».
Просьба её была удовлетворена, и брак с М. Д. ван Путереном был признан законным. Резолюция на письме М. А. Михайловой гласила: «Поступить так же, как в случае с Долиной».